# Josip Cotić
Josip Cotić, jedan od sudionika u prvoj Hajdukovoj trening utakmici 16. travnja 1911. Nastupio je za B momčad koja je nosila majice na rige, i izgubia od A momčadi rezultatom 13:2. 
Cotić kao ni ostali igrači koji nisu odigrali kasnije niti jednu utakmicu protiv nekog drugog kluba ne nalaze se na popisu Hajdukovih igrača.